# Petrella Tifernina

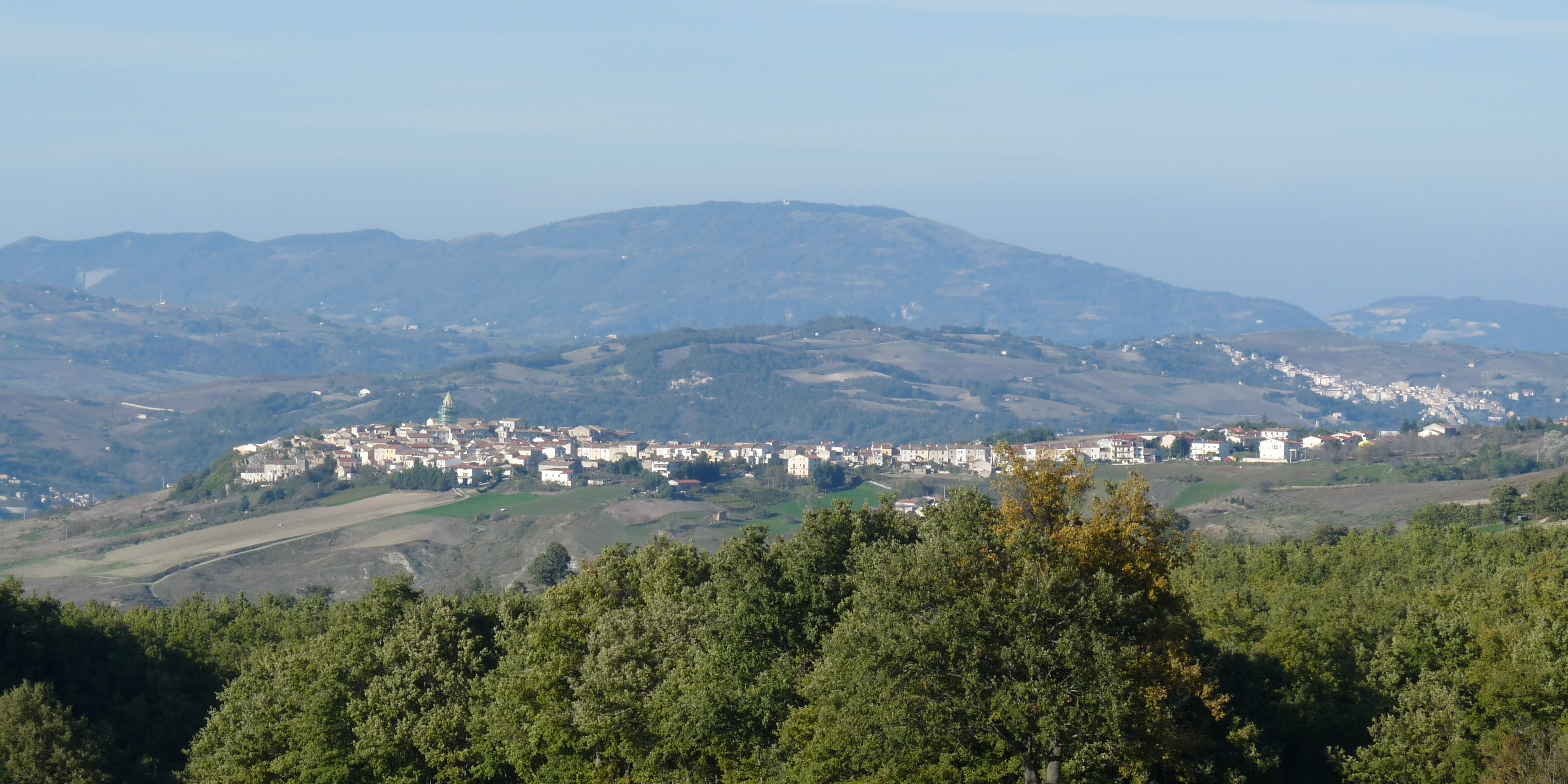
Petrella Tifernina

Petrella Tifernina ist eine italienische Gemeinde (comune) mit 1033 Einwohnern (Stand 31. Dezember 2023) in der Provinz Campobasso in der Region Molise. Die Gemeinde liegt etwa 14,5 Kilometer nordnordöstlich von Campobasso. Der Fluss Biferno bildet die westliche und nordwestliche Grenze der Gemeinde.

## Verkehr
Entlang des Bifernos führt die Strada Statale 647 Fondo Valle del Biferno von Boiano nach Guglionesi. Die frühere Strada Statale 157 della Valle del Biferno von Lucito kommend nach Montenero di Bisaccia ist heute zur Provinzstraße 163 heruntergestuft.

## Persönlichkeiten
- Giovanni di Stefano (* 1955), vermeintlicher Rechtsanwalt und Verteidiger von Saddam Hussein und Slobodan Milošević